# PDS 70
PDS 70（半人馬座V1032）是在半人馬座的一顆非常年輕的金牛T星。它距離地球 370光年（110秒差距），它的質量為0.76 M☉，年齡大約只有540萬年。這顆恆星有一個原行星盤，包含兩顆新生的系外行星，分別命名為PDS 70b和PDS 70c。這兩顆行星已經被歐洲南方天文台的甚大望遠鏡直接成像。PDS 70b是第一個被確認直接成像的原行星 。

## 發現和命名

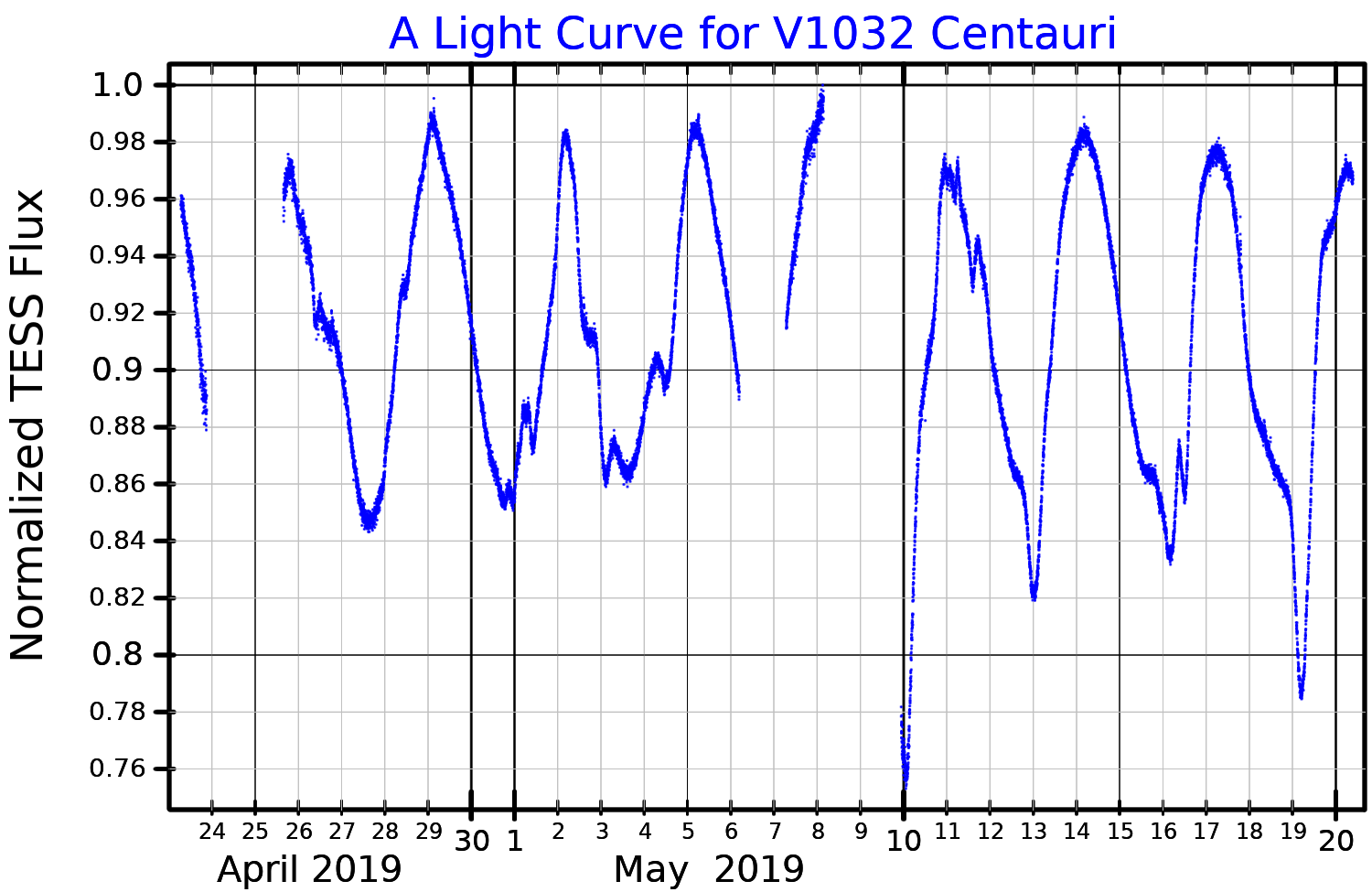
根據「TESS」數據繪製 PDS 70（也稱為半人馬座V1032）的光變曲線 。

這顆恆星名稱中的「PDS」代表Pico dos Dias天文台一項基於IRAS衛星對主序前星顏色的調查。
根據這些紅外顏色，PDS70在1992年被確認為金牛座T變星。PDS 70的亮度準週期性變化，在可見光下以百分之幾星等的幅度變動。天文文獻中對該恆星週期的量測不一致，從3.007天到5.1或5.6天不等。

## 原行星盤

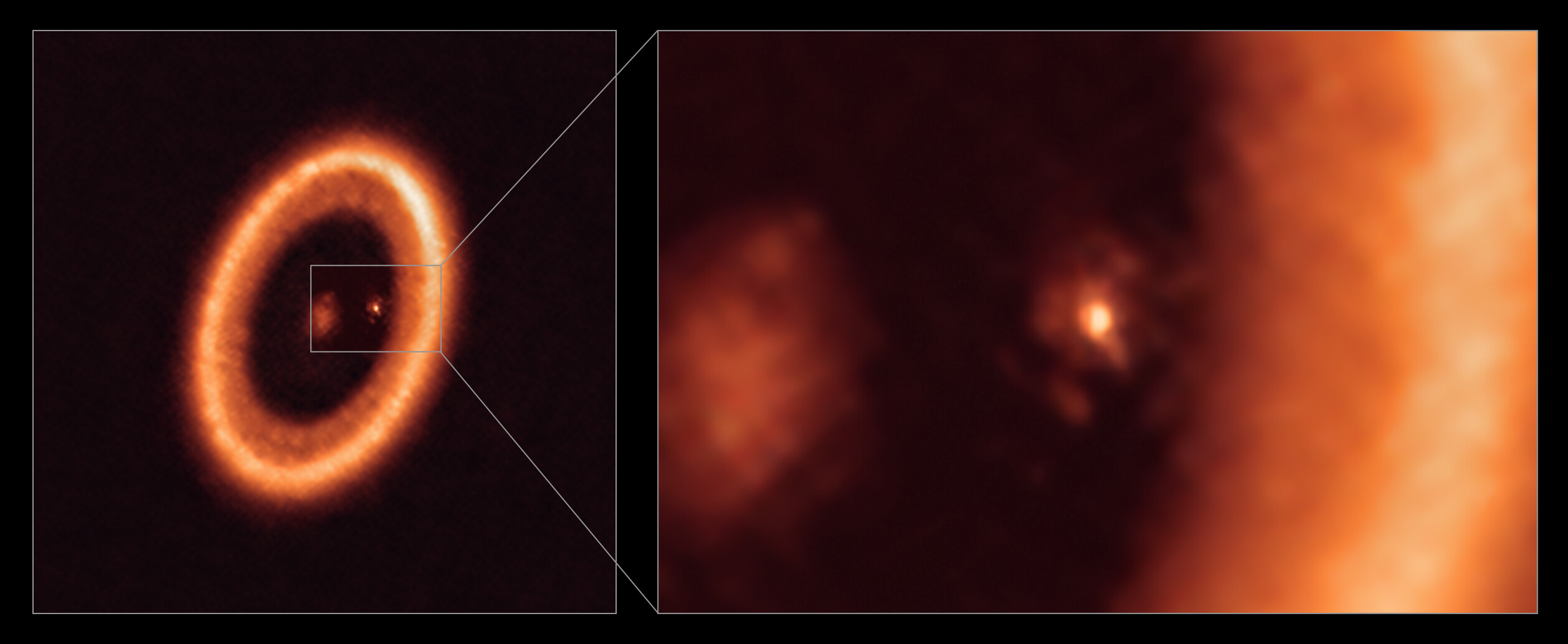
ALMA圖像解析的系外行星PDS 70c與周圍環行星盤。

在1992年，PDS 70首次被假設周圍存在著原行星盤，並於2006年在甚大望遠鏡上使用相位掩星日冕儀進行全面成像，得到盤的半徑約為140 au。在2012年，在盤中發現一個巨大的空隙（~65 au），這被認為是由行星形成引起的。
後來發現該空隙有多個區域：在80 au中不存在大塵埃顆粒，而僅在先前觀察到的65 au中不存在小塵埃顆粒。空隙的整體形狀存在不對稱性；這些因素表明，可能有多個行星影響空隙的形狀和塵埃分佈。

## 行星系統
| 成員 (依恆星距離) | 质量         | 半長軸 (AU)   | 轨道周期 (天)     | 離心率             | 傾角            | 半径           |
| ----------------- | ------------ | ------------- | ----------------- | ------------------ | --------------- | -------------- |
| b                 | 7.0+0.5 − MJ | 22.7+2.0 −0.5 | 45108+3580 −1790  | 0.17+0.06 −        | 131.0+2.9 −2.6° | 1.75+0.75 − RJ |
| c                 | 4.4+1.1 − MJ | 30.2+2.0 −2.4 | 69945+5771 −11500 | 0.037+0.041 −0.025 | 130.5+2.5 −2.4° | —              |
| 原行星盤          | ~65 — 140 AU | ~65 — 140 AU  | ~65 — 140 AU      | ~65 — 140 AU       | ~130°           | —              |

在2018年發表的結果中，盤中的一顆名為PDS 70 b的行星在甚大望遠鏡（VLT）上用SPHERE行星成像儀成像。據估計，這顆行星的質量是木星的幾倍，被認為溫度約為1000 °C，和雲霧繚繞的大氣層；它的軌道半徑近似3.22 × 109（21.5天文單位），公轉一圈大約需要120年的時間。
行星PDS 70b的發射光譜是灰色的，沒有任何特徵，到2021年還沒有檢測到任何分子物種。
第二顆行星，PDS 70 c，於2019年使用VLT的MUSE（積分場光譜儀）發現。這顆行星繞主恆星運行的距離為5.31 × 109（35.5天文單位），比PDS 70 b更遠。PDS 70 c與PDS 70 b接近1:2軌道共振，這意味著PDS 70 b每完成近兩圈，PDS 70 c就完成近一圈。

### 環行星盤
建模預測PDS 70 b已經獲得了自己的吸積盤。吸積盤在2019年的觀測得到證實，並且測得吸積率至少為每年5*10−7木星質量。2021年，採用更新方法和數據的一項研究表明，吸積率較低，為1.4+0.2
−*10−8 MJ/年。目前尚不清楚如何將這些結果相互協調以及與現有的行星吸積模型相協調；未來對吸積機制和Hα排放產生的研究應該能提供清晰的思路。吸積盤的光學厚度半徑3.0+0.2
− RJ，比行星本身大得多。其測熱溫度為1193+20
− K。
2019年7月，使用阿塔卡瑪大型毫米及次毫米波陣列（ALMA）的天文學家報告了有史以來首次探測到衛星形成的環行星盤。在PDS 70 c附近檢測到該圓盤，在PDS 70 b附近觀察到一個潛在的圓盤。該圓盤由加州理工領導的研究人員使用毛納基山的凱克天文台確認，其研究於2020年5月發表。PDS 70 c周圍的環行星盤影像於2021年11月被公佈。

### 可能的同軌天體
在2023年7月，宣佈可能探測到與PDS 70b行星共軌的碎片雲。這些碎片的質量被認為是月球質量的0.03-2倍，可能是特洛伊行星或正在形成的行星的證據。

## 外部連結
- YouTube上的Video (1:20) − Moon-forming Circumplanetary disc (ESO; July 2021)